# 24492 Nathanmonroe
24492 Nathanmonroe este un asteroid din centura principală de asteroizi.

## Descriere
24492 Nathanmonroe este un asteroid din centura principală de asteroizi. A fost descoperit pe 30 decembrie 2000 la Socorro, New Mexico, în cadrul proiectului LINEAR. Asteroidul prezintă o orbită caracterizată de o semiaxă mare de 2,63 ua, o excentricitate de 0,08 și o înclinație de 1,3° în raport cu ecliptica.